# شهرآگیم
استندار شهرآگیم بیست و ششمین فرمانروای دودمان پادوسپانیان بود که میان سال‌های ۶۴۳ تا ۶۷۱ هجری، به مدت ۲۸ سال، در رویان حکومت داشت.
پس از به قدرت رسیدن شهرآگیم گیلانی‌ها علیه حکومت پادوسپانی شورش کردند و خواستند دیالم را از قلمرو او خارج کنند. نبردهایی میان دو طرف درگرفت و نهایتاً نمکاب‌رود مرز دو قلمرو گردید.
یازدهمین سال حکومت شهرآگیم مقارن با قدرت یافتن هلاکوخان و حملهٔ او به قلعه‌های اسماعیلیان الموت بود. در این جنگ‌ها هلاکو توانست رکن‌الدین خورشاه، واپسین حاکم اسماعیلی، را به قتل برساند و قلعه‌های الموت یکی-یکی را تخریب نماید. در آخرین عملیات این جنگ، محاصرهٔ گردکوه حدود چهار سال به طول انجامید و اردوی ایلخانان در این مدت اطراف گردکوه دایر بود. قوبیلای فرمان داد که ملوک مازندران نزد او بیایند.

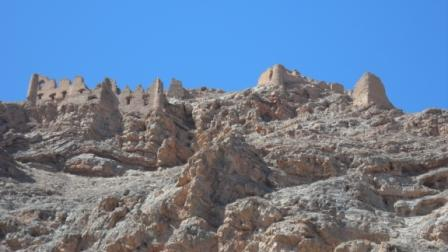
بقایای قلعه گرد کوه در شهرستان دامغان

شهرآگیم در این زمان متحد اسپهبد باوندی، شمس‌الملوک محمد، بود و محمد با دختر شهرآگیم ازدواج کرده‌بود و مطیع او بود. هر دو به فرمان برادر هلاکو، به گردکوه رفتند و از قضا، این اتفاق در فصل بهار افتاد. در رویان شاعری به نام قطب رویانی، شعری به زبان طبری سرود که در وصف بهار و شکارگاه‌های رویان در این ایام بود. مقطع این قصیده می‌گفت «یا دژ گردکوه را به نیرنگ بگیر، یا رها کن آن را که به سنگی نمی‌ارزد». شهرآگیم و پس از او، محمد، با شنیدن این شعر بی‌خود شده و به رویان بازگشتند؛ بدون این که قاآن را از تصمیم خود مطلع ساخته باشند.
قاآن پس از اطلاع از این خبر، لشکری به مازندران فرستاد و آمل به دست مغولان افتاد. محمد باوندی از معرکه گریخت و مشاوران شهرآگیم پیشنهاد دادند که او هم بگریزد. شهرآگیم تقصیرها را به گردن گرفت و گفت: «اگر گناهکار منم، من روادار نیستم که به واسطهٔ من ملک و ولایت مازندران خراب شود و چندین هزار مسلمان در زحمت گرفتار شوند. من به دیوان می‌روم که یک‌نفس هلاک گردد، به باشد که چندین هزار نفس و مال تاراج شود و با تنی چند برنشست و به آمل به دیوان حاضر شد.» ایلخانان او را بخشیده و با فرستادن یک نفوذی به دورن گردکوه، بزرگان دژ را کشتند و قلعه را گشودند.
پس از مدتی محمد باوندی به دربار ایلخانی رفت و در آنجا به عیش و نوش پرداخت. مغولان او را دستگیر کرده و به شهرآگیم پیغام دادند که خود را تسلیم کند. شهرآگیم پنهان شد و پاسخ‌هایی با درشت‌گویی می‌فرستاد. لشکر مغول به رستمدار آمده و شهر را تاراج کردند، «چنان‌که هرگز در رستمدار مثل آن خرابی و غارت کسی نکرده‌بود.» سپس محمد باوندی را به قتل رساندند. شهرآگیم همچنان از حضور در دربار ایلخانی ممانعت نمود ولی مطیع درگاه شد و تا ۶۷۱ هجری حکومت نمود. در این سال پس از ۲۸ سال حکومت، درگذشت.